# Língua caddo
Caddo é a única sobrevivente dentre as Línguas caddoanas meridionais. É falada por membros da Confederação Indígena Caddo de Oklahoma. Em 2009 havia somente 25 falantes da língua Caddo que a aprenderam quando crianças de modo não acadêmico. Nenhum deles fala ou falou somente o Caddo, o que torna crítica a sobrevivência da língua.  O Caddo tem diversos dialetos mutuamente inteligíveis, sendo os mais importantes Kadohadacho, Hasinai, Hainai, Natchitoches eYatasi. Os mais usados hoje são Hasinai e Hainai. O Caddo é relacionado em aspectos linguísticos a membros da família Caddoana setentrional na qual estão as línguas Pawnee-Kitsai (Keechi), tais como Arikara, Kitsai, Pawnee e Wichita. A língua Kitsai já está extinta e Pawnee, Arikara e Wichita têm cada uma menos falantes do que Caddo.
Outra língua, a Adai, era considerada como tendo sido uma Caddoana enquanto sobrevivia, porém, por causa de escassas informações sobre a mesma e sua posterior extinção, hoje não se pode considera-la como caddoana, sendo tida como uma língua isolada.

## Fonologia

### Consoantes
Caddo apresenta dezenove sons consoantes, uma quantidade grande se comparada com outras línguas ameríndias da América do Norte. É curioso o fato de não haver consoantes laterais. Aqui se apresentam os símbolos IPA dessas consoantes:
|             |             | Bilabial | Alveolar | Palatal | Velar | Glotal |
| ----------- | ----------- | -------- | -------- | ------- | ----- | ------ |
| Nasal       | Nasal       | m        | n        |         |       |        |
| Plosiva     | Surda       | p        | t        |         | k     | ʔ      |
| Plosiva     | Sonora      | b        | d        |         |       |        |
| Plosiva     | Ejetiva     |          | tʼ       |         | kʼ    |        |
| Africada    | plain       |          | ts       | tʃ      |       |        |
| Africada    | Ejetiva     |          | tsʼ      | tʃʼ     |       |        |
| Fricativa   | Fricativa   |          | s        | ʃ       |       | h      |
| Aproximante | Aproximante |          |          | j       |       |        |

### Vogais
Caddo apresenta somente três sons vogais /i/, /ɑ/ e /u/, havendo para cada uma as formas curta e longa, num total de seis fonemas:
|         | Anterior | Central ] | Posterior |
| ------- | -------- | --------- | --------- |
| Fechada | i iː     |           | u uː      |
| Média   |          |           |           |
| Aberta  |          | a aː      |           |

## Amostra de texto
Nootiwísat niiʾahnaraateehuúnu. Tsu tinaaríči tanáhaʾ noowituhkúx wehnuhkuxáxi wešiniinawiráta.
Português
Então ele chegou lá onde fora planejado. Mas aquele búfalo, então, fugiu a correr depois de Tê-lo vencido